# Jordan Clark
Jordan Clark (Okotoks; 29 de diciembre de 1991), es una actriz y bailarina canadiense. Es conocida por interpretar a Giselle en la serie The Next Step.

## Biografía
Clark nació en Okotoks, Canadá el 29 de diciembre de 1991. En 2010 Jordan aparece en dos películas de televisión Harriet the Spy: Blog Wars como bailarina y en Camp Rock 2: The Final Jam como una bailarina de Camp Rock. En 2012 tiene dos pequeños papeles sin acreditar en la película de terror Silent Hill: Revelation 3D. En 2015 protagoniza junto a otros bailarines la película Dancin' It's On. En series de televisión se encuentra en The Next Step interpretando a Giselle una bailarina del estudio "The Next Step", y en Lost & Found Music Studios interpretando al mismo personaje.

## Filmografía

### Televisión
- The Next Step (2013-2025)
- Lost & Found Music Studios (2015-2016)

### Películas
- Harriet the Spy: Blog Wars (2010)
- Camp Rock 2: The Final Jam (2010)
- Silent Hill: Revelation 3D (2012)
- Dancin' It's On (2015)